# Honoratus von Mailand
Honoratus von Mailand (ital.: Onorato) († um 572 in Genua) war von 567 bis zu seinem Tod Erzbischof von Mailand. Er floh mit Teilen der Gemeinde im Jahr 569 vor den nach Italien wandernden Langobarden nach Genua; infolgedessen blieb Genua bis 649 Sitz der Erzbischöfe von Mailand. Honoratus wird als Heiliger verehrt. Schon nach dem Liber notitiae sanctorum Mediolani des 14. Jahrhunderts wurde der Tag des hl. Honoratus am 8. Februar begangen.
Paulus Diaconus, der Verfasser der Historia Langobardorum (II, 25), berichtet Ende des 8. Jahrhunderts, Honoratus sei Erzbischof gewesen, als die Langobarden unter König Alboin die Stadt eroberten. Der Überlieferung nach geschah dies am 4. September 569. Ein Wunder rettete die Bevölkerung, so die Überlieferung, vor der Vernichtung.
Nach dem Catalogus archiepiscoporum Mediolanensium war er zwei Jahre im Amt.